# 社會習俗性別指數
社會習俗性別指數（英語：Social Institutions and Gender Index，簡稱SIGI）是衡量對婦女歧視的指標。它只關注社會制度，即影響婦女角色的正式和非正式法律、社會規範和習俗。